# 瓦西里·索洛维约夫-谢多伊
瓦西里·帕夫洛维奇·索洛维约夫-谢多伊（Василий Павлович Соловьёв-Седой，1907年4月25日—1979年12月2日），苏联作曲家，苏联人民艺术家，列宁文艺奖、苏联国家文艺奖获得者。索洛维约夫-谢多伊一生中创作了四百多首歌曲，包括最有国际影响力的苏联歌曲之一——《莫斯科郊外的晚上》。

## 生平
1907年，索洛维约夫-谢多伊出生于彼得堡的一个工人家庭。1929年，就读于列宁格勒的中央音乐专科学校的作曲系。1931年转至音乐学院，1936年毕业。苏德战争期间，索洛维约夫-谢多伊在前线的“海鹰”剧院与红旗波罗的海舰队的演员小组担任艺术指导。1979年12月2日，索洛维约夫-谢多伊逝世并葬于列宁格勒。

## 作品
- 1941年
  - 唱吧，我的手风琴
  - 海港之夜
- 1943年
  - 当歌唱的时候
  - 在阳光照耀的草地上
- 1944年
  - 春天来到了我们战场（夜莺）
  - 姑娘什么也没讲
- 1945年
  - 我们有好久不在家
  - 起飞的时刻到了
  - 请听我说吧，好姑娘
- 1946年
  - 小伙子赶车
  - 在小船上
- 1947年
  - 同团的战友，你们如今在何方？
  - 共青团员之歌
- 1951年
  - 一里又一里
- 1955年
  - 出发
  - 我走在辽阔田野上
- 1956年
  - 莫斯科郊外的晚上
- 1957年
  - 如果是全球年轻人
- 1961年
  - 士兵叙事歌

## 荣誉
- 社会主义劳动英雄（1975年）
- 俄罗斯苏维埃联邦社会主义共和国功勋艺术工作者（1956年）
- 俄罗斯苏维埃联邦社会主义共和国人民艺术家（1957年）[3]
- 苏联人民艺术家（1967年）
- 斯大林奖（1943年）
- 斯大林奖（1947年）
- 列宁奖（1959年）
- 3枚列寧勳章（1957, 1971, 1975）
- 红星勋章（1945年11月12日）[4]
- 1941-1945年偉大衛國戰爭中忘我勞動獎章
- 紀念列寧誕辰一百週年獎章
- 列宁格勒建城两百五十周年奖章